# Іконь
Іконь (фр. Icogne) — громада  в Швейцарії в кантоні Вале, округ Сьєр.

## Географія
Громада розташована на відстані близько 75 км на південь від Берна, 9 км на північний схід від Сьйона.
Іконь має площу 24,8 км², з яких на 2,4% дозволяється будівництво (житлове та будівництво доріг), 14,3% використовуються в сільськогосподарських цілях, 30,7% зайнято лісами, 52,6% не є продуктивними (річки, льодовики або гори).

## Демографія
2019 року в громаді мешкало 593 особи (+13,2% порівняно з 2010 роком), іноземців було 21,6%. Густота населення становила 24 осіб/км².
За віковим діапазоном населення розподілялося таким чином: 14,7% — особи молодші 20 років, 58,5% — особи у віці 20—64 років, 26,8% — особи у віці 65 років та старші. Було 263 помешкань (у середньому 2,2 особи в помешканні).
Із загальної кількості 157 працюючих 16 було зайнятих в первинному секторі, 71 — в обробній промисловості, 70 — в галузі послуг.